# Philadelphi-corridor

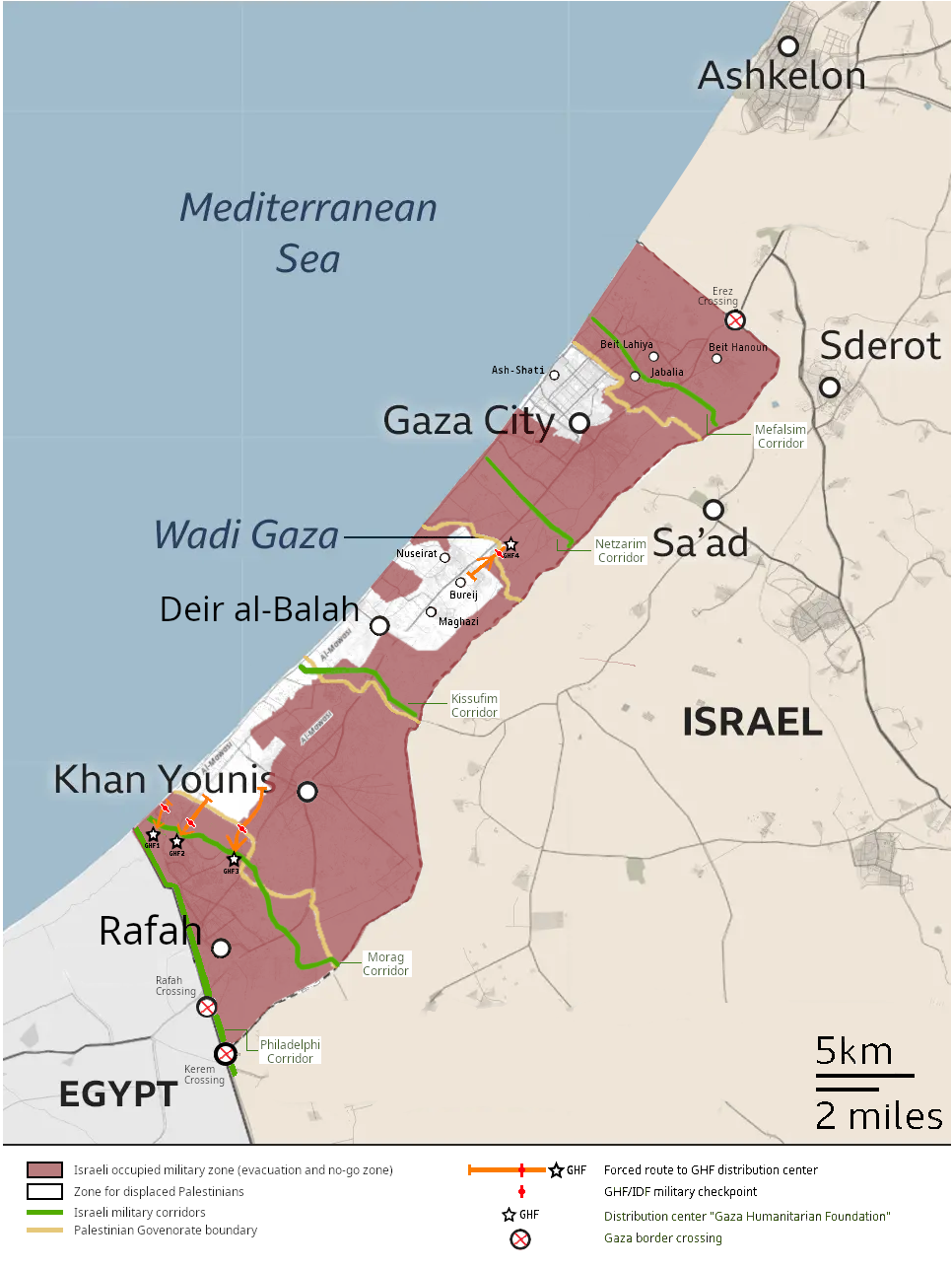
In groen alle militaire corridors in juni 2025. De meest zuidelijk is de Philadelphi-corridor.

De Philadelphi-corridor is een door Israël bezette strook land van ongeveer 100 meter breed en 14 km lang, die de gehele grens tussen de Gazastrook en Egypte bestrijkt. De corridor scheidt de Egyptische Sinaï van de Gazastrook en loopt van de Kerem Shalom-grensovergang in het zuidoosten tot aan de Middellandse Zee in het noordwesten.

## Historie
De Philadelphi-corridor is in 1979 gecreëerd als bufferzone, gecontroleerd en gepatrouilleerd door het Israëlische leger. Het was onderdeel van een vredesakkoord met Egypte dat het einde inluidde van de Israëlische bezetting van het schiereiland Sinaï en daarmee de heropening van het Suezkanaal.
Na de eenzijdige terugtrekking van Israël uit de Gazastrook in 2005 werd het Philadelphi-akkoord met Egypte gesloten. Dit akkoord gaf Egypte toestemming om 750 grenswachten langs de route in te zetten om de grens aan Egyptische zijde te patrouilleren.
De Palestijnse kant van de grens werd tot de overname door Hamas in 2007 gecontroleerd door de Palestijnse Autoriteit . De gezamenlijke bevoegdheid voor de grensovergang bij Rafah werd overgedragen aan de Palestijnse Autoriteit en Egypte, voor beperkte doorgang voor houders van een Palestijnse identiteitskaart en bij uitzondering ook voor anderen.
Een van de doelen van de Philadelphicorridor was het voorkomen van het vervoer van illegale materialen (waaronder wapens en munitie) en mensen tussen Egypte en de Gazastrook.

## Hamas-Israël oorlog
De Philadephicorridor speelde een belangrijke rol in de oorlog tussen Israël en Hamas. Israël had langdurig de militaire controle over de corridor om mede te voorkomen dat er illegale transporten plaatsvinden naar de Gazastrook. De Israëlische minister-president Netanyahu verklaarde dat het noodzakelijk was dat Israël op de lange termijn de controle behield over de bufferzone. Dit was een belangrijk struikelblok in de onderhandelingen voor een staakt-het-vuren met Hamas. Hamas wilde onder geen enkele voorwaarde dat Israël militair actief bleef in de Gazastrook en eiste een volledige militaire terugtrekking.